# Neringa Zakalskienė
Neringa Zakalskienė (Kaunas, 6 agosto 1966) è un'ex cestista lituana, fino al 1989 sovietica.

## Carriera
Con la Lituania ha disputato i Campionati europei del 1995.